# Great Berlin Wheel
A Great Berlin Wheel egy 185 méter magas óriáskerék lesz, melyet Berlinben (Németország) építenek 2007. december 3-a óta a Berlini Állatkert mellett.

## Története
Az építkezést 2007. december 3-án kezdte meg a Great Wheel Corporation, az eredeti tervek szerint a 120 millió eurós óriáskerék építése 2008-ban, majd későbbi tervek szerint 2009-ben fejeződött volna be. Pénzügyi okok miatt a projektet jelenleg felfüggesztették.
Ha elkészül, a Great Berlin Wheel lesz Európa legmagasabb óriáskereke, megelőzve a 135 méter magas London Eye-t. A kerék átmérője 175 méteres, 36 kapszulája egyenként 40 ember befogadására lesz képes, és 35 perces menetekkel fog forogni.

## Más berlini óriáskerekek

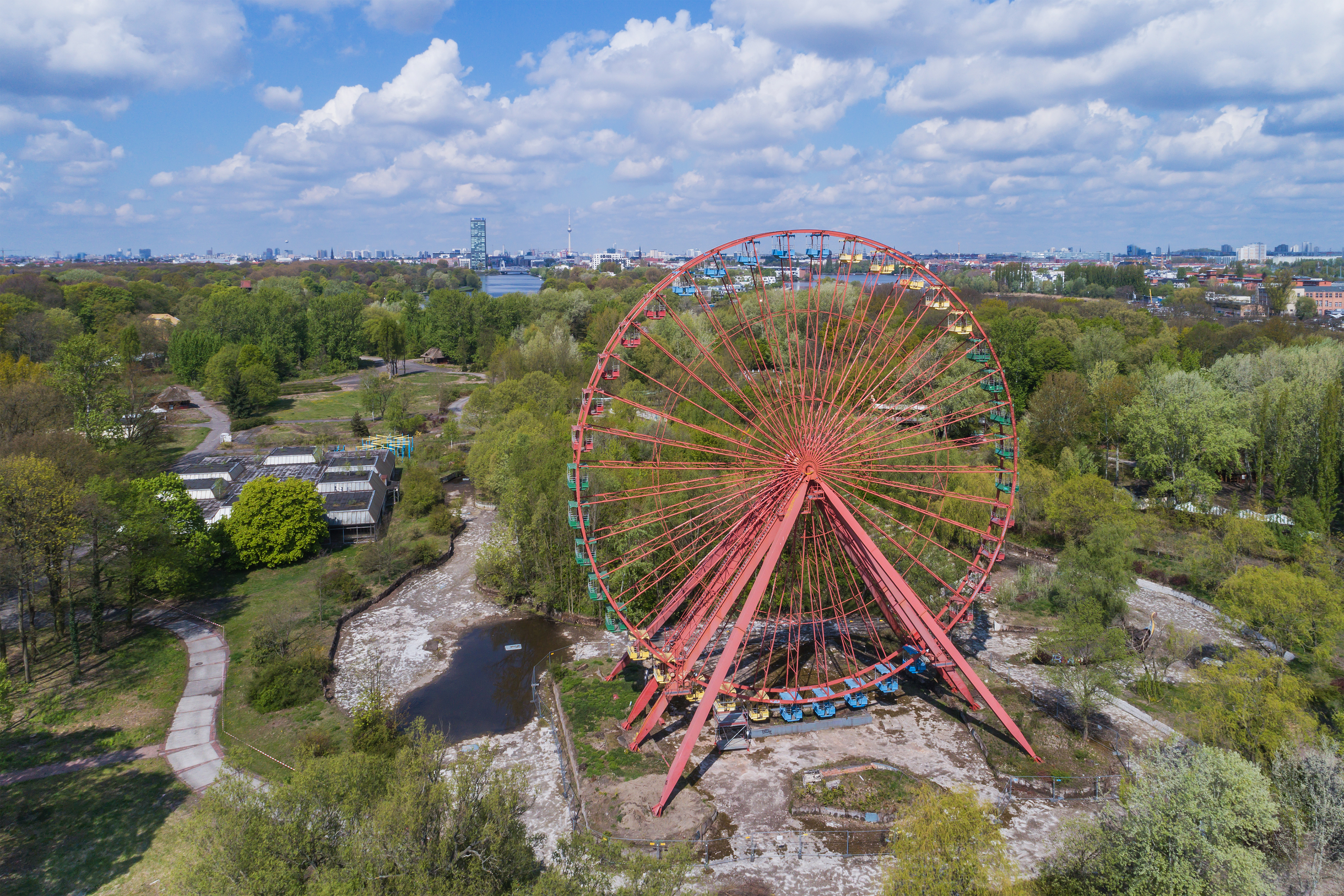
Óriáskerék a Spreepark vidámparkban

- Van egy 45 méteres óriáskerék a Spreepark vidámparkban Treptow-Köpenickben. A kerék 1989-ben épült, hogy átvegye egy korábbi, kisebb óriáskerék helyét.[6] A vidámparkot 2001-ben bezárták, így ez az óriáskerék nem elérhető már a látogatók számára.[7]
- Két kisebb, a Lorenz cég által működtetett 33 méteres óriáskerék is van Berlinben, a Berliner Riesenrad[8] és a Star of Berlin.[9]